# Historia badań migreny

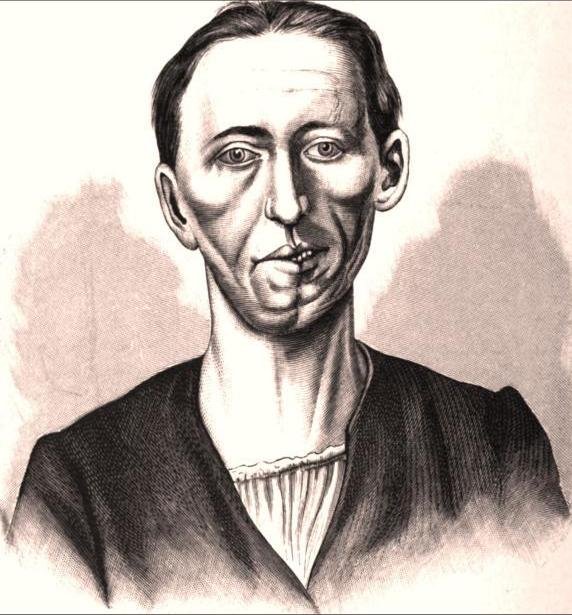
Z książki Die Migräne. Paul Julius Möbius, 1894

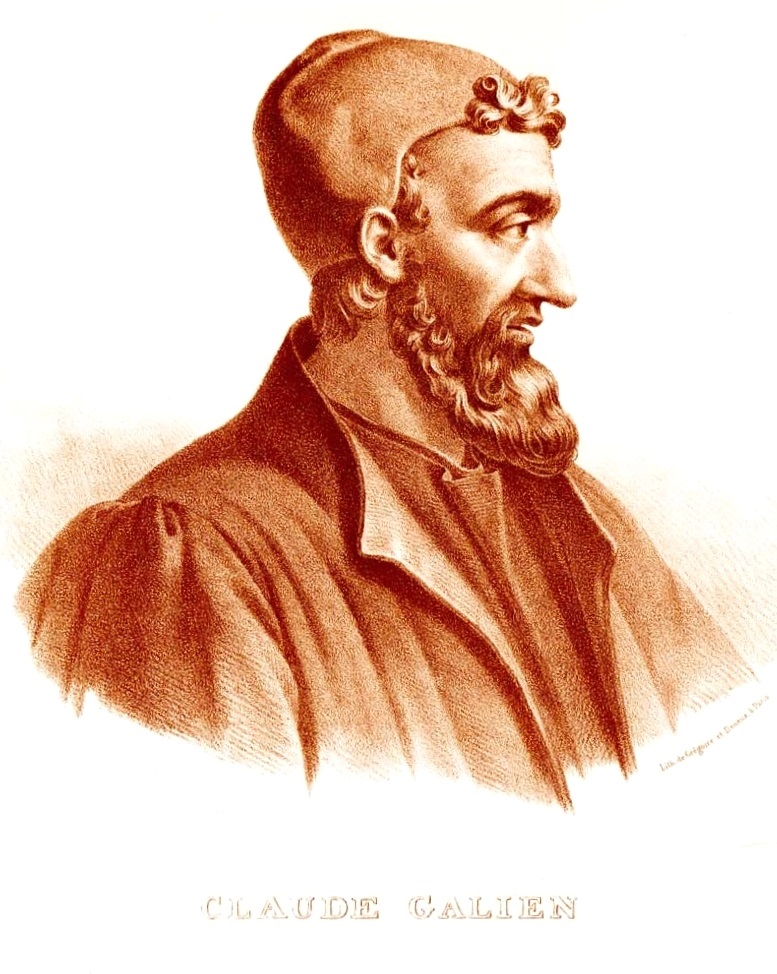
Galen – opisał po raz pierwszy migrenę.

Migrena – powtarzający się, silny ból głowy.
Historia badań migreny jest opisana w wielu podręcznikach. Samuel Auguste Tissot (1728–1797) opublikował książkę Traité des Nerfs et de leurs Maladies, jeden z podstawowych podręczników neurologii swojej epoki, w którym opisał migrenę; następnie L. Thomas opublikował w 1887 La Migrene. Książki te stanowiły podsumowanie wiedzy do wieku XIX. Wiek XIX był wiekiem rozwoju badań neurologicznych i wiedzy o migrenie.
W monumentalnej książce o różnych aspektach bólów głowy (1026 stron) Isler i Rose przedstawili wstępny rozdział dotyczący historii badań migreny do roku 1999.

## Historia badań migreny

### Grecja i Rzym
Hipokrates nie przeprowadził szczegółowego klinicznego opisu bólów głowy. Dopiero Areteusz z Kapadocji (w I wieku n.e.) opisał po raz pierwszy tak zwaną heterokranię i podał cechy, wyróżniające tę postać chorobową od innych rodzajów bólu głowy (połowiczność objawów oraz ich okresowość). Galen (w II wieku n.e.) opisał migrenę oraz podał pierwszy jej teorię. W stanie zdrowia istnieć ma połączenie między naczyniami wewnątrz i zewnątrz czaszkowemi, przez które ulatniać się mogą wyziewy i płyny. O ile jednak połączenie to ulega zmianie, wtedy niektóre części ciała wysyłają do mózgu szkodliwe wyziewy i płyny. W zdaniu tym odnaleźć można wpływ nauki Hipokratesa o znaczeniu cieczy (patologia humoralna); naukę tę rozwinął następnie Galen, który sądził, że właśnie wadliwe pomieszanie cieczy bywa najczęstszą przyczyną choroby.

### Średniowiecze
Opis migreny oraz teoria zawarta w pracach Galena zamyka okres nie tylko grecki, lecz i epokę znacznie późniejszą, a obejmującą prawie całe średniowiecze. Zarówno lekarze z epoki pohipokratesowej, jak i z czasów bizantyjskich i arabskich trzymali się ślepo poglądów lekarzy z czasów greckich. Co czas pewien przybywał jakiś nowy szczegół w opisie klinicznym, nie było jednak zasadniczych zmian. Tak na przykład opis, którego autorem jest Caelius Aurelianus (w IV stuleciu) przypomina w zupełności opis Areteusza. Caelius zwracał uwagę na pewne szczegóły, a mianowicie, że ból może być usadowiony w głębi oczodołu, że może promieniować do szyi, i mogą mu towarzyszyć objawy wzrokowe. Przyczynę migreny miało stanowić zaziębienie, promieniowanie słoneczne oraz zbyt długie czuwanie. Aleksander z Tralles (VI–VII w.) odróżnia już migrenę od innych rodzajów bólu głowy. Zdaje się, że badacz ten był pierwszym, który sądził, że migrena powstaje na skutek zaburzeń żołądkowych. Z innych lekarzy wymienić należy Orybazjusza (Oribasius, IV–V w.) i Aetiosa, którzy jednak przeważnie powtarzali poglądy Galena.
Z lekarzy arabskich na plan pierwszy wysuwa się w IX-X stuleciu Serapion Starszy (Janus, Johannes Damascenus), który jednak również powtarzał to, co głosił Galen. Sądził, że główne znaczenie posiada przewód pokarmowy i że tam powstają wyziewy, które następnie przedostają się do czaszki. Nie było również nic nowego w pracach Abulcasisa (ok. 912–1020), ani też Awicenny (X–XI w.) Portugalczyk Valescus z Taranta (XV wiek) zwrócił pierwszy uwagę na mózg, jako na domniemane siedlisko migreny. Sądził, że rolę tę przypisać można komorom mózgowym. Sam ból powstawać miał na skutek szkodliwych wyziewów.

### Odrodzenie
Niedostateczność wiadomości klinicznych oraz naiwność poglądów teoretycznych charakteryzowały czasy greckie i epokę średniowieczną aż do odrodzenia. Dopiero począwszy od XVI stulecia, od czasów wielkich odkryć Wesaliusza (1514–1564) i Harveya (1578–1657) rozpoczął się nowy okres dociekań w dziedzinie medycyny.
Wpływ decydujący wywarły tutaj poglądy lekarzy fizyków oraz lekarzy chemików. Ukazują się słynne dociekania Santorio Santorio (1561–1636), który po raz pierwszy wprowadził do nauki pojęcie o przemianie materii. Pojawiły się prace Sylviusa (1614–1672), który określał trawienie jako fermentację i rozważał ją ze strony chemicznej. On też pierwszy wprowadził do nauki lekarskiej zasadę, polegającą na tym, że wykrywanie istoty choroby jest zależne od odnajdywania zaburzeń zarówno fizykalnych, jak i chemicznych w cieczach i w narządach ciała. Sydenham (1624–1689) nauczał dalej o chorobach, jako o zboczeniach cieczy; i t. d. Wszystkie te poglądy wpływały bez wątpienia na powolne kształtowanie się teorii migreny. I tutaj również pojawiała się myśl o znaczeniu cieczy w powstawaniu tego cierpienia. Rolę niepoślednią odegrały prócz tego badania, dokonane przez jednego z głównych przedstawicieli medycyny fizykalnej – Borelliego (1608–1679), który już wtedy zrozumiał doniosłość układu nerwowego i dopatrywał się w nim głównych przyczyn rozmaitych chorób.
Haller (1708–1777), odkrył prawo o pobudliwości mięśni oraz o czułości nerwów, zaś William Cullen (1709–1790) przedstawiał ustrój nerwowy jako główne źródło życia i wyprowadzał z niego wszelkie sprawy żywotne.
Na rozwój nauki o migrenie wpłynęły jednak nie tylko opisane teorie, lecz głównie uległa zasadniczemu przeobrażeniu metoda badania tego cierpienia. Minęły bezpowrotnie czasy scholastyczne, w których choroby i ich leczenie naginano do celowości, rozpatrywanej z punktu widzenia religijnego. Epoka odrodzenia wpłynęła zasadniczo na ustalenie metod badania czysto przyrodniczych. W wieku XVII widać już zalążki anatomii mikroskopowej (Malpighi 1628–1694), powstała fizjologia doświadczalna (Haller) i patologia ogólna (Bichat 1771–1802).
Thomas przytacza w pracy swej nazwiska lekarzy, którzy w wiekach średnich i późniejszych przyczynili się głównie do pogłębienia poglądów na migrenę, byli to: Fernel, Jesse Lomn, Peter Foreest, Rivière, Bartholin, Horst, Carolus Piso, Anhalt, Eger, Fordyce, Schobelt, Forestier, Richa, Junker, Sauvages, Johann Jakob Wepfer (1620–1695), Viridet, Lazerme i Lentin.
U Fernela (1485–1558), pojawia się po raz pierwszy myśl o migrenie jako o objawie chorobowym, nie zaś jako o cierpieniu samoistnym. Dokładny opis migreny podaje również Carolus Piso (1563–1633), który przestudiował ją na własnej osobie. Thomas Willis w 1667 był pierwszym lekarzem, który postulował teorię naczyniową migreny, uważał, że migrena jest związana ze wazodylatacją.
Jasny opis zawiera praca Forestiera (1776). Obraz kliniczny migreny zaczął się stopniowo uzupełniać. Pojawiły się opisy objawów poszczególnych, świadczących o znacznie wyższym stopniu spostrzegawczości klinicznej. Richa podaje np. opis starca, u którego napady migreny zwiastować miały udar na kilka miesięcy przed jego powstaniem. U kobiety cierpiącej na histerię miały również powstawać napady migreny jako zwiastuny kurczów, Vater (1723) spostrzegał po raz pierwszy przemijające widzenie połowicze w trzech przypadkach, zaś Viridet (1736) powtarza ten opis i łączy go z nauką o mleczu (chylus) dobrotliwym.

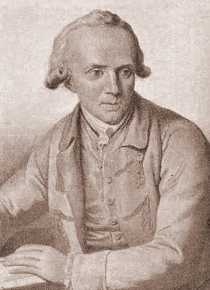
Samuel Tissot

### Wiek XVIII
John Fothergill (1712–1780) napisał rozprawę w 1778 na temat ataków bólu głowy, które nazwał chorym bólem głowy (sick-headache). W 1778 szwajcarski lekarz Tissot napisał książkę Traité des nerfs et de leurs maladies, w której (rozdział XVI) znalazła się 83 stronicowa rozprawa poświęcona badaniom migreny. Praca ta jest uważana za klasyczny przyczynek dotyczący badań migreny w swojej epoce i rozpowszechniła systematyczny opis tej choroby w Europie. Tissot podzielił bóle głowy na 4 rodzaje: la céphalalgie (ból głowy zwykły, na który zapada wiele osób), la céphaléê (ból głowy gwałtowny, stały i uporczywy), la migraine (ból głowy gwałtowny, okresowy, połowiczy i umiejscowiony przeważnie w okolicy czoła, oka i skroni), oraz le clou ou l’oeuf (ćwiek, tj. ból, który ogranicza się do drobnego miejsca na głowie); podział ten był jednym z pierwszych wyczerpujących i naukowych opisów i wywarł duży wpływ na badania migreny przez około 75 lat.
Erasmus Darwin (1731–1802) zaproponował konstrukcję gigantycznej wirówki, w której umieszczałoby się pacjenta chorego na migrenę co powodowałoby odpływ krwi z mózgu. Było to zgodne z naczyniową hipotezą zaproponowaną przez Thomasa Willisa (1621–1675), który uważał, że migrena jest powodowana za dużą ilością krwi w mózgu. Doświadczenie to przeprowadził dopiero w 1940 roku Harold Wolff (1898–1962) – pacjent stracił świadomość w czasie eksperymentu.

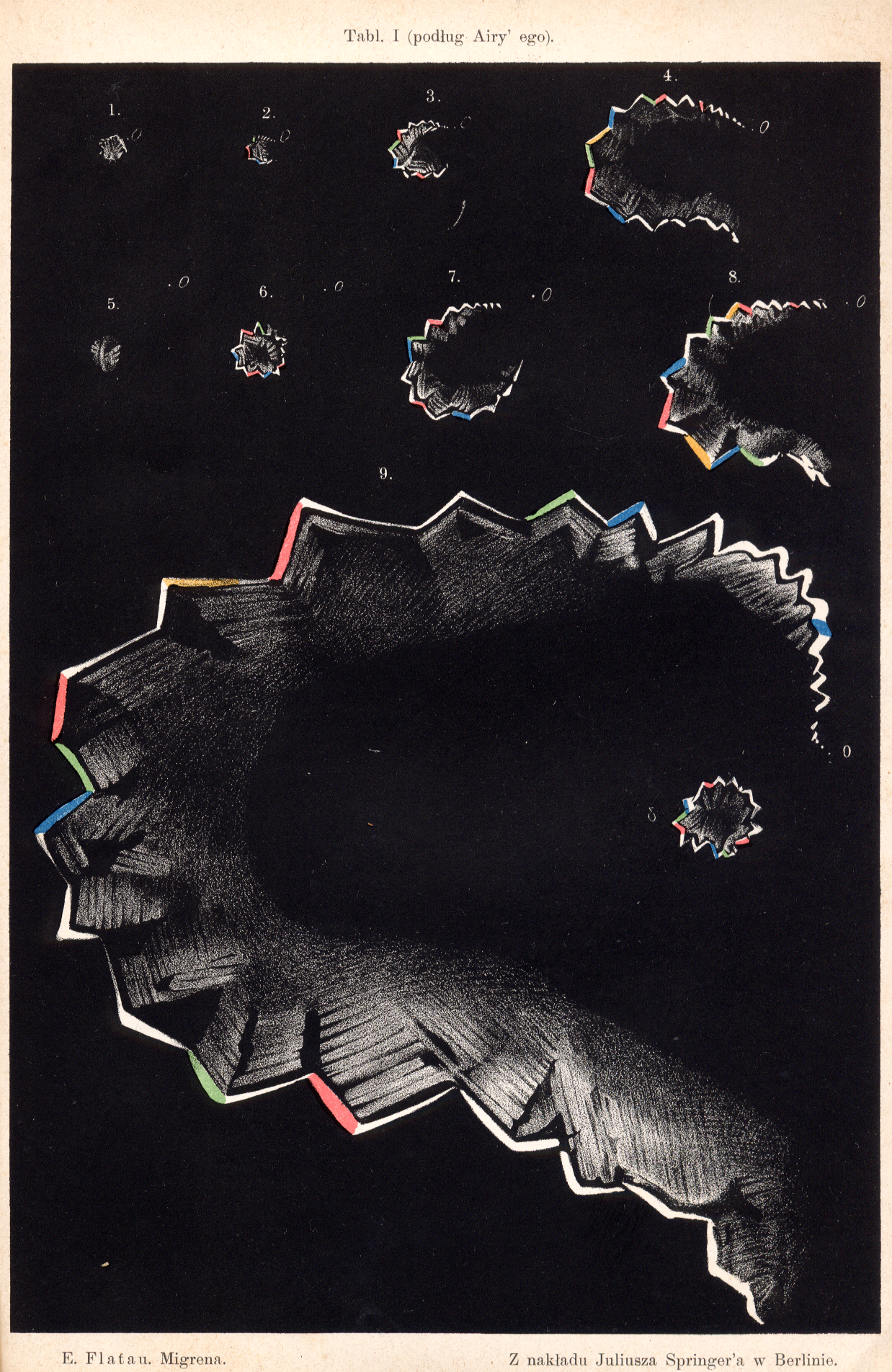
Iluzje fortyfikacyjne według H. Airyego (1838–1903) obserwowane w migrenach z aurą.

### Badania migreny w XIX wieku
Badacze późniejsi powtarzali przez długi czas to, co opisał Tissot. Dopiero w drugiej połowie XIX stulecia nauka o bólach głowy uległa znaczniejszym przeobrażeniom, dzięki pracom o migrenie wzrokowej i oczoporaźnej. Wtedy ogłoszone zostały pierwsze monografie o migrenie, przede wszystkim praca Edwarda Liveinga (1873). Sztormy nerwów (nerve-storms) Liveinga antycypowały teorię zaburzenia neuronowego wyjaśniającego aurę migrenową (patrz rozszerzająca się depresja korowa). Następnie Louis Thomas (1887) podał doskonały zarys historyczny. Dalsze monografie to książka Paula Juliusa Möbiusa (1894) oraz w roku 1902 Paula Kovalevskyego (Pavel Ivanovic Kovalevskij, 1850–1923).
Określenie kliniczne migreny znajduje się więc u Tissota, który zaliczał do niej bóle gwałtowne okresowe i połowicze. Do najważniejszych zdobyczy klinicznych w drugiej połowie XIX stulecia, zalicza się opis poszczególnych postaci migreny, zwłaszcza zaś migreny wzrokowej oraz oczoporaźnej. Migrenę wzrokową opisali po raz pierwszy holenderscy lekarze Vater i Hennicke w roku 1723. Następnie pojawiły się inne prace, w których opisywano zamglenie wzroku, widzenie połowicze oraz ślepotę przemijającą. Drugie miejsce w szeregu najważniejszych postaci migreny wyodrębnionych w XIX wieku zajmuje migrena oczoporaźna. Opisał ją po raz pierwszy Gubler w roku 1860. Oprócz tych dwóch najważniejszych postaci migreny zwrócono uwagę na możliwość połączenia jej z padaczką, z psychozą, a wreszcie z porażeniem nerwu twarzowego. Migrenę padaczkową, opisał w roku 1873 Liveing, który jednak w swej pracy wskazywał już na licznych swych poprzedników (a mianowicie na Piorryego, Tissota, Marshall Halla, Sievekinga i Pricharda). Następnie Möbius poruszył w roku 1885 kwestię połączenia migreny z padaczką, nic nie wiedząc o pracach Liveinga i jego poprzedników. Möbius opisał również stan migrenowy (status hemicranicus), podobny do stanu padaczkowego. O zmianach psychicznych w migrenie wspomina już Liveing (1873). Dzielił on je na zmiany rozumowe i wzruszeniowe. Do pierwszych zaliczał osłabienie pamięci, zmieszanie, myślenie chaotyczne, rzadko omamy; do drugich – przygnębienie i uczucie lęku. Liveing powołuje się w pracy swej na Liberta i Parryego, którzy już uprzednio spostrzegali zaburzenia psychiczne w migrenie. Pojawiły się prace, które wykazały, że migrena może się łączyć z psychozą prawdziwą. Zwrócono również uwagę w końcu XIX stulecia na stosunek migreny do histerii (Charcot, Babiński – 1890). Pogląd dawniejszy, jakoby miała istnieć migrena histeryczna został w ok. 1910 roku zupełnie zaniechany. Rossolimo (1901) opisał następnie porażenie nerwu twarzowego w migrenie, zaś Hatschek (1894) zwrócił uwagę na możliwość występowania tej kombinacji w cierpieniu organicznym mózgowia (w nowotworze u podstawy mózgu), zaproponowano terminologię migreny twarzoporaźnej. Zaproponowano nowe teorie migreny: 1) teoria odruchowa, 2) naczynioworuchowa (współczulna), 3) ośrodkowa i 4) metaboliczna. Z wyjątkiem pierwszej z nich, której początki sięgają aż do epoki pohipokratesowej, wszystkie inne powstały prawie wyłącznie w XIX stuleciu.

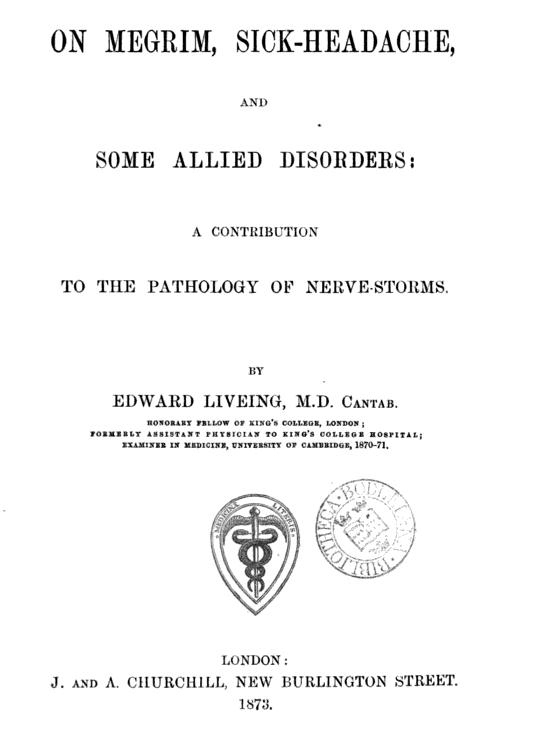
Pierwsza monografia o migrenie, wydana w Anglii w 1873 przez Edwarda Liveinga.
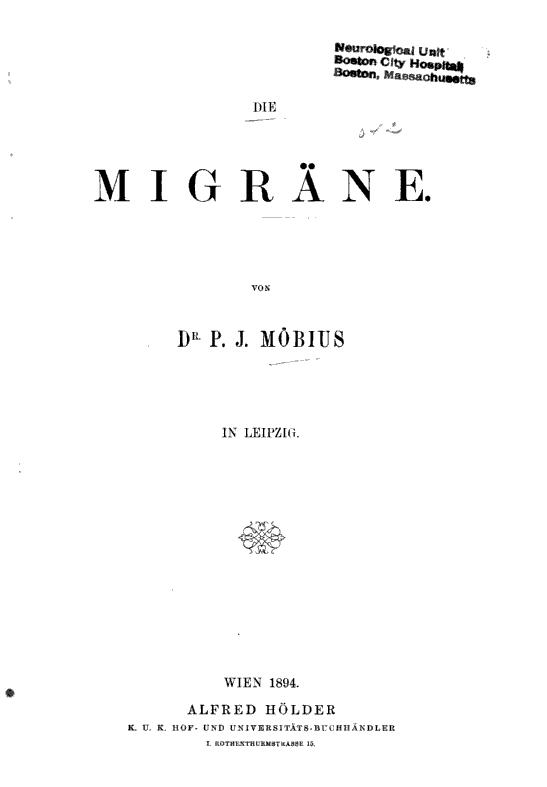
Die Migräne. Paul Julius Möbius, 1894.
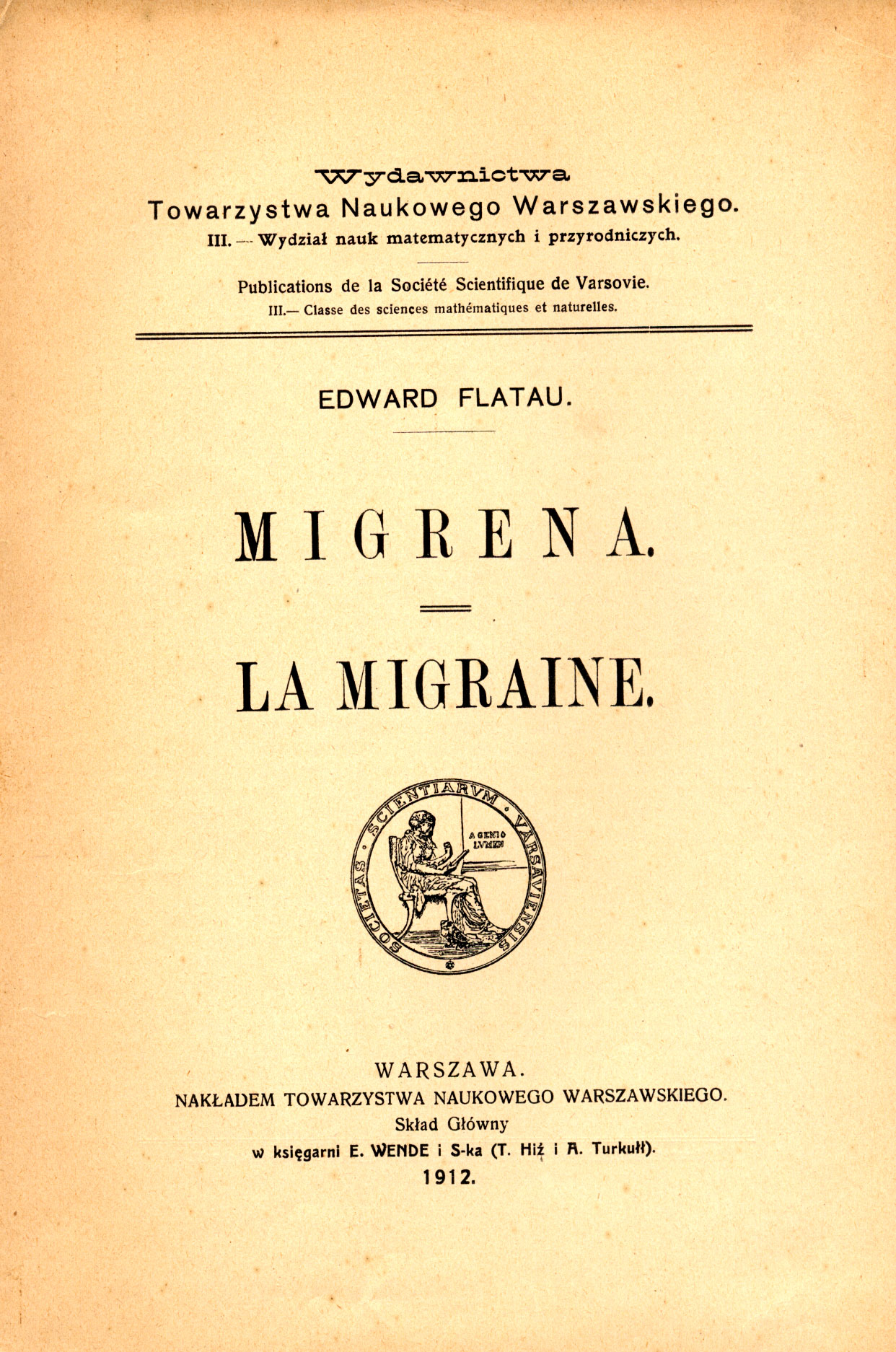
Edward Flatau, Migrena, 1912.

### Badania migreny w XX wieku

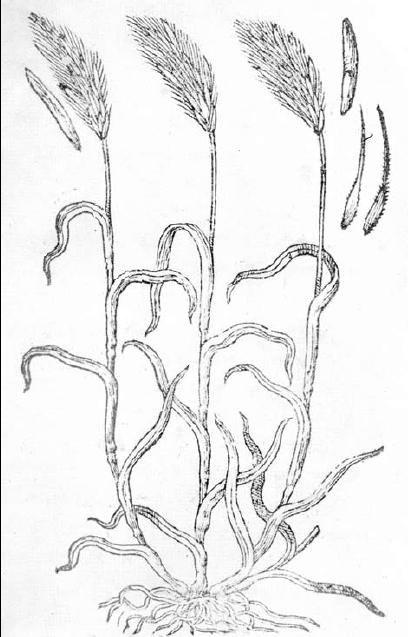
Pierwsza ilustracja sporyszu (ergot) z publikacji Bahuina z 1658 roku

#### Ergotamina
Ergotamina odegrała istotną rolę w historii badań migreny zarówno w jej leczeniu, jak i w badaniach nad jej etiologią. Louis René Tulasne w 1853 roku pokazał, że sporysz żyta jest przetrwalnikiem buławinki czerwonej, grzyba atakującego m.in. żyto. W 1831 roku Heinrich Wiggers przetestował działanie ekstraktu sporyszu na zwierzętach. W 1869 Woakes pokazał, że sporysz żyta można z powodzeniem użyć przy nerwobólach. Pierwszy raport pokazujący efektywność ekstraktu sporyszu w leczeniu migren został opublikowany przez Eulenberga w 1883 roku. W 1916 Stoll uzyskał pierwszy ekstrakt alkaloidowy ze sporyszu – ergotaminę. Środek był głównie używany w ginekologii aż do 1925 roku kiedy Rothlin użył ergotaminy w kilku nieuleczalnych do tej pory przypadkach migreny. W 1938 roku John Graham i Harold Wolff pokazali, że ergotamina ścieśnia naczynia krwionośne i użyli tego faktu jako dowodu na naczyniową hipotezę patogenezy migreny. Na podstawie tych badań powstała, obecnie klasyczna, książka H. G. Wolffa. Do chwili odkrycia sumatryptanu ergotamina była jedynym swoistym lekiem przeciwmigrenowym. Wprowadzona w 1926 r., nadal jest używana (w 2009), ale wypierana przez tryptany. Nie działa ona wybiórczo i kurczy również naczynia wieńcowe oraz obwodowe, ale obecnie wiadomo, że w napadzie migrenowym wpływa na właściwe receptory serotoninowe, hamuje też zapalenie neurogenne.

#### Poszerzająca się depresja korowa
Rozszerzająca się depresja aktywności neuronowej została pierwszy raz zaobserwowana na zwierzętach doświadczalnych (króliki, gołębie, i kilka kotów) przez Aristidesa Leão w 1944 roku. Trzy lata przed tymi pomiarami, w roku 1941, Karl Lashley opublikował pracę opartą na pomiarach przesuwania się mroczków w polu widzenia oka, z której wnioskował o aktywności mózgowej w korze wzrokowej. Lashley dokonał też obliczeń, jak szybko musi się przesuwać zaburzenie w mózgu poprzez korę wzrokową, żeby otrzymać zgodność z przesuwaniem się widzialnych mroczków migoczących. W 1958 roku Millner połączył obserwacje Lashleya z pomiarami Leão i zaproponował, że mroczki w czasie migreny z aurą są związane z rozszerzającą się depresją neuronową w początku migreny. W pośredni sposób, pomiary Aristidesa Leão i późniejsza hipoteza neuronalna aury migrenowej były antycypowane w pionierskiej monografii o migrenie Edwarda Liveinga, który zaproponował terminologię „sztormy nerwów” w 1873 roku. Obecnie (2009) jest to dominująca hipoteza powstawania migreny z aurą.

#### Klasyfikacje
W 1962 opracowano pierwszą klasyfikację bólów głowy. W 1988 przyjęto pierwszą międzynarodową klasyfikację bólów głowy. W 1993 Joutel zidentyfikował gen związany z migreną. W 1966 roku Rabin pokazał, że serotonina w krwi obniża się podczas napadów migreny. W 1967 roku Anthony pokazał, że spadek serotoniny jest związany z ostrymi atakami migreny. W 2004 roku opublikowano IHC2 – drugą Międzynarodową Klasyfikację Bólów Głowy.

## Badania migreny w Polsce
Na początku XX wieku pierwszą polską monografię na temat migreny napisał Edward Flatau, który przedstawił pełny obraz kliniczny tej choroby na podstawie prac w XIX wieku oraz określił tę chorobę jako wrodzone usposobienie do patologicznych procesów metabolicznych w układzie nerwowym i wyróżnił jej postacie: oczną, padaczkową, psychiczną i – rzadką – twarzoporażenną. Książka Die Migrane i polska edycja Migrena ukazała się w roku 1912 a praca nad nią zaczęła się od rozdziału w zbiorowym podręczniku Lewandowskiego.
Podobnie jak wielu innych badaczy migreny, Flatau sam cierpiał na nią. Idee jego monografii zostały po raz pierwszy przedstawione na posiedzeniu wydziału nauk matematycznych i przyrodniczych Warszawskiego Towarzystwa Naukowego 7 marca 1912 roku.
Antoni Prusiński (1925) uczeń Eufemiusza Hermana opublikował szereg monografii poświęconych bólom głowy, m.in. Migrena (1980), Klasterowy ból głowy (1992). Utworzono sekcję Migreny i Pokrewnych Bólów Głowy przy Polskim Towarzystwie Neurologicznym oraz Polskie Towarzystwo Bólów Głowy, które wydaje czasopismo Migrena.

## Literatura
- Samuel Auguste Tissot: Traité des Nerfs et de leurs Maladies.
- Die Migräne. Paul Julius Möbius, 1894, Alfred Hölder.
- Edward Liveing, On megrim, sick-headache and some allied disorders, a contribution to the pathology of nerve-storms, 1873.
- Smith Ely Jelliffe, Migraine, neuralfia, professional spasm. Occupation neuroses. Tetany. 1910.

Przeczytaj ostrzeżenie dotyczące informacji medycznych i pokrewnych zamieszczonych w Wikipedii.